# Pilatus PC-24
Pilatus PC-24 je dvoumotorový proudový bizjet vyvíjený švýcarskou společností Pilatus Aircraft. Letoun je vyvíjen jako výkonnější alternativa turbovrtulových letounů Pilatus PC-12 se zachováním schopností STOL.

## Vývoj
Impulz k vývoji typu PC-24 vzešel od uživatelů úspěšného turbovrtulového typu Pilatus PC-12, kteří požadovali rychlejší letoun, avšak při zachování výhod typu PC-12 (kapacita, odolnost a schopnost operovat z krátkých a nezpevněných ploch). Byl proto vyvinut letoun s proudovými motory, vysokými výkony a dobrou ovladatelností, která jej řadí mezi letouny s krátkým vzletem a přistáním (STOL).
Slavnostní rollout prvního prototypu s továrním označením P-01 (HB-VXA) proběhl 1. srpna 2014. První prototyp slouží především k ověřování aerodynamiky a letových parametrů. První let tohoto letounu proběhl 11. května 2015. Druhý prototyp P-02 (HB-VXB), sloužící především k testování avioniky, jej doplnil 16. listopadu 2015. 2017 prototyp P-03 (HB-VSA).

## Specifikace (PC-24)

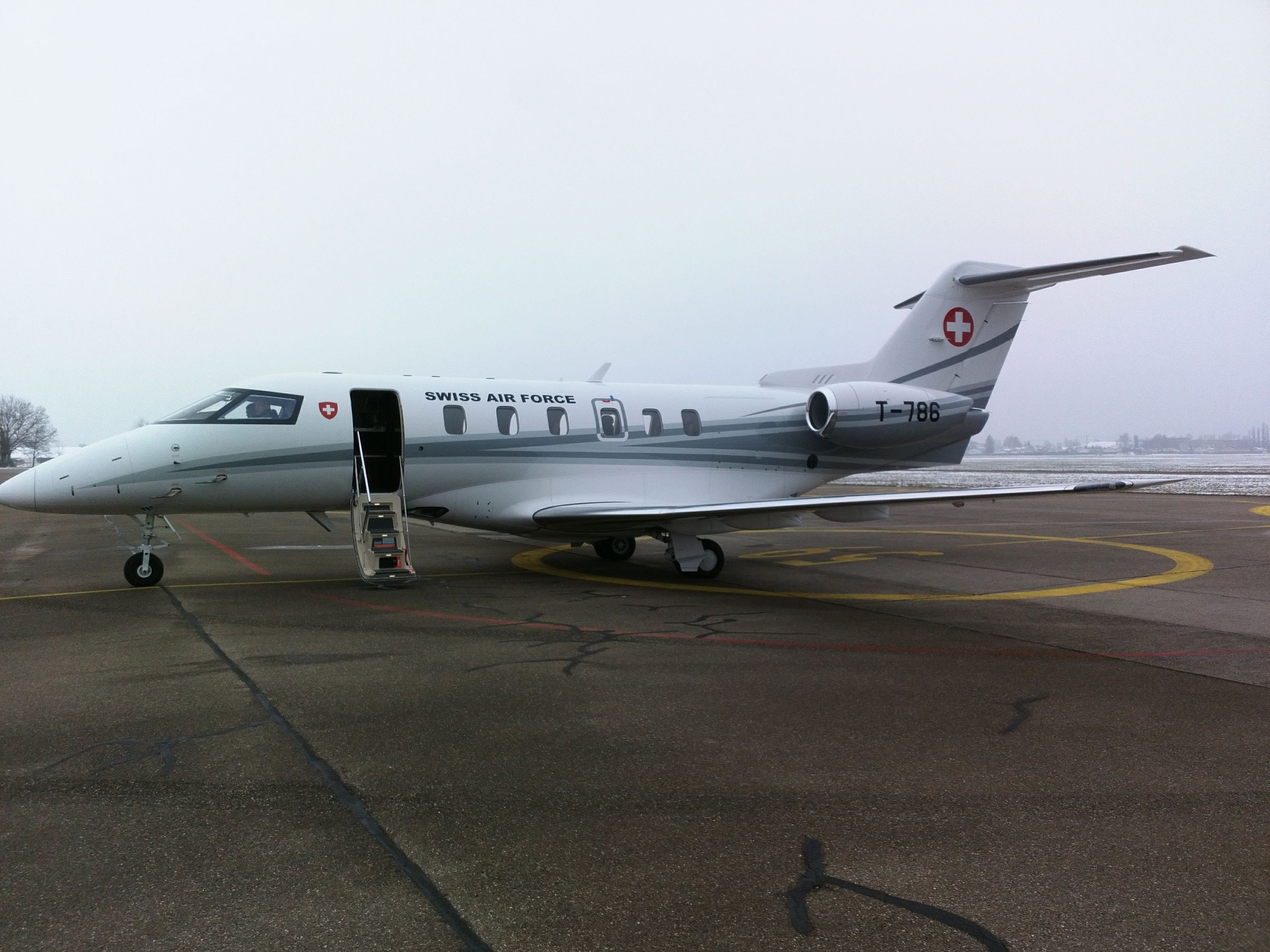
PC-24 T-786 Swiss Air Force

### Obecné charakteristiky
- Posádka: 2–3
- Kapacita: 10 cestujících
- Užitečné zatížení: 1135 kg
- Délka: 16,82 m
- Rozpětí: 17 m
- Výška: 5,3 m
- Hmotnost prázdného stroje: 4967 kg
- Maximální vzletová hmotnost: 8050 kg
- Pohonná jednotka: 2× dvouproudový motor Williams FJ44-4A

### Výkon
- Cestovní rychlost: 786 km/h
- Pádová rychlost: km/h
- Dostup: 13 716 m (operační)
- Dolet: 3610 km (max.)
- Stoupavost: 20,7 m/s (počáteční)
- Plošné zatížení: kg/m2
- Výkon/hmotnost: kg/hp